# Hermann Hamelmann

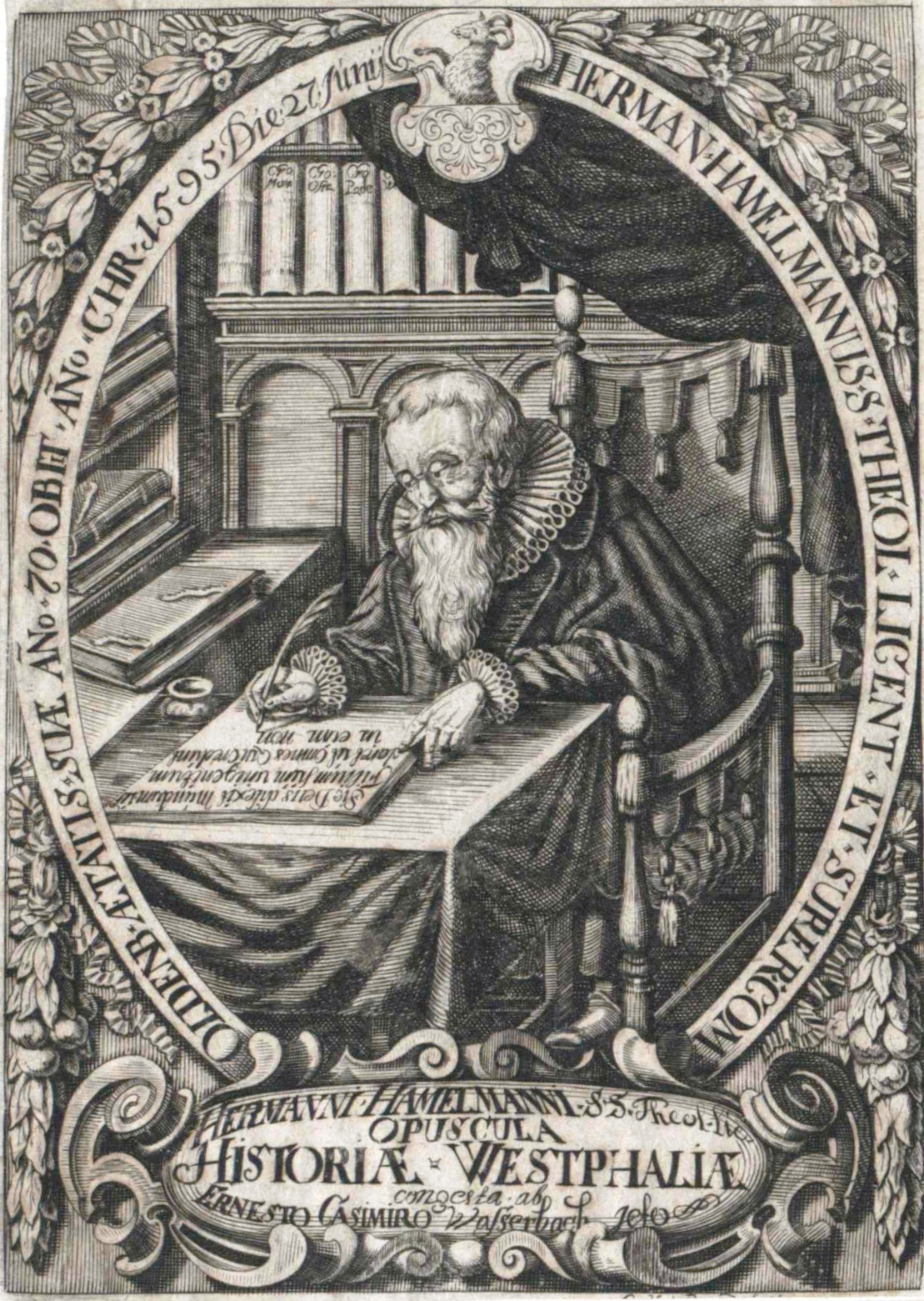
Hermann Hamelmann, Stich von F. W. Brandshagen (1711)

Hermann Hamelmann (* 1526 in Osnabrück; † 26. Juni 1595 in Oldenburg) war ein lutherischer Theologe und Historiker. Er gilt als Reformator Westfalens.

## Leben

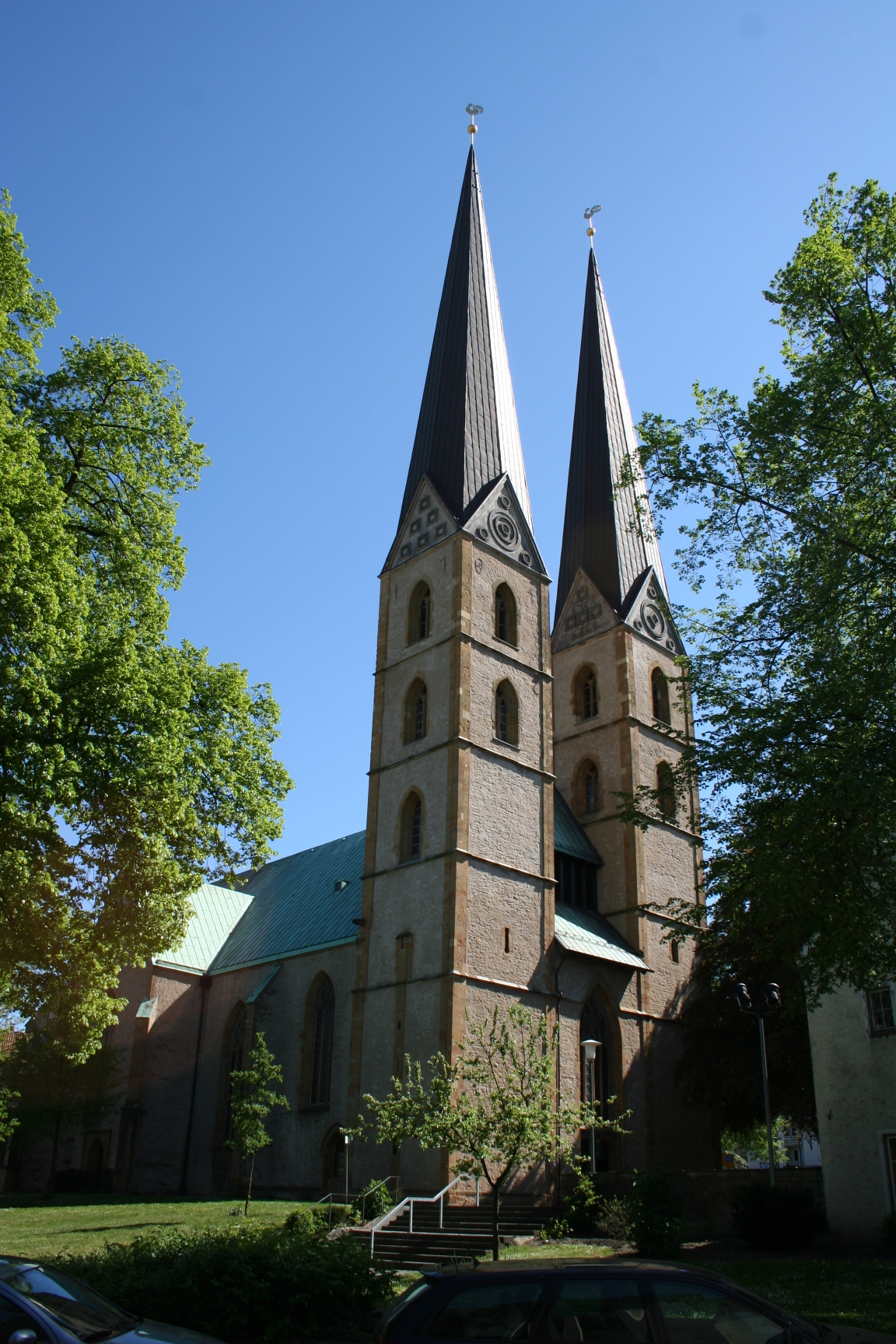
Die Neustädter Marienkirche war Wirkungsort Hamelmanns in Bielefeld

### Ausbildung und frühe Jahre
Hamelmann war der Sohn des Notars und Kanonikers Eberhard Hamelmann († nach 1564) an der Stiftskirche St. Johann. In Osnabrück besuchte er zunächst die dortige Stiftsschule und danach von 1538 bis 1540 die Domschule in Münster. Um 1541 hielt er sich in Emmerich auf und besuchte das humanistische Gymnasium in der Reichsstadt Dortmund. Wegen der Pest kehrte er wieder nach Osnabrück zurück, wo er noch kurze Zeit die Stadtschule besuchte. Seine Erziehung erfolgte im Geist des in Münster verbreiteten und an die Lehre des Erasmus von Rotterdam angelehnten Humanismus. Gegen den Willen seines Vaters studierte er in Köln, wo er am 25. Mai 1549 immatrikuliert wurde, und danach in Mainz Theologie. Erst während des Studiums kam er in das antilutherische Lager. Er empfing 1550 in Münster die Priesterweihe und wirkte von 1550 bis 1552 als Vikar an der Servatiuskirche. Zwei Jahre darauf ging er als Pfarrer nach Kamen.

### Hinwendung zum Protestantismus
In Kamen erfolgte für Hamelmann ein entscheidender Umbruch, der allerdings durch seine Studien vorbereitet worden war, die in seine Münstersche Zeit zurückreichten. Am Trinitatissonntag 1553 bekannte er öffentlich in einer Predigt, er habe nun die Wahrheit erkannt, während er sich vorher im Irrtum befunden habe. Die Hinwendung zum Protestantismus zunächst in Fragen der Praxis und in der Kritik von Missbräuchen lässt bereits erkennen, dass Hamelmann sich in seiner weiteren kirchlichen Tätigkeit vor allem solchen Fragen zuwenden würde. Nach dem öffentlichen Bekenntnis zum reformatorisch geprägten Verstehen des christlichen Glaubens wurde Hamelmann als katholischer Pfarrer in Kamen abgesetzt. Einen folgenden Aufenthalt in Wittenberg nutzte er, um sich mit Philipp Melanchthon in Fragen der Abendmahlslehre auszutauschen. Ferner studierte er in Leipzig und Magdeburg, nachdem er den Winter 1553/54 in Ostfriesland verbracht hatte. Hier lernte er den Grafen Christoph von Oldenburg kennen, dessen Wohlwollen er gewann. Hamelmann kehrte nach Westfalen zurück und wurde am 2. August 1554 Prediger an der Neustädter Marienkirche in Bielefeld. Als er hier allerdings am Fronleichnamstag 1555 über den wahren Gebrauch des Sakraments und seine Einsetzung predigte und das Herumtragen des Brotes heftig kritisierte, wurde er von den Stiftsherren bei der Klevisch-Ravensbergischen Regierung angezeigt. Hamelmann musste daraufhin am 14. August 1555 in Düsseldorf vor seinen Gegnern eine Disputation mit dem Hofprediger Bomgard und dem Kanzler Johann von Vlatten bestehen und wurde nach seiner Rückkehr nach Bielefeld abgesetzt. 1556 bis 1568 war er Pastor an der Marienkirche in Lemgo, wo er ebenfalls zeitweilig wegen Streitigkeiten mit seinem Landesherrn aus der Stadt verwiesen wurde. Während dieser Zeit promovierte er am 1. Juni 1558 in Rostock unter dem Vorsitz von David Chyträus zum Lizenziaten der Theologie. Nach Lemgo zurückgerufen, disputierte er 1566 in Vinnen in den Niederlanden gegen den Bilderstürmer Arnold Rosenbergen und war im Winter 1566/67 zusammen mit Matthias Flacius, Johannes Ligarius und Cyriakus Spangenberg für den Aufbau einer lutherischen Gemeinde in Antwerpen tätig. 1568 berief ihn Herzog Julius von Braunschweig zum Generalsuperintendenten von Gandersheim mit der Absicht, in seinem Land die Reformation durchzuführen. Allerdings überwarf sich Hamelmann bereits 1572 mit dem Herzog wegen dessen Eingriffen in die Gerechtsame des Gandersheimer Stiftes und legte sein Amt nieder. Bereits 1571 hatte er seine Stelle als Superintendent und 1572 auch das Kanonikat verloren. Zwar wurde er schon im Sommer 1571 nach Essen berufen, da aber die Stimmung der Bürgerschaft gegen ihn war, kehrte er zunächst nach Gandersheim zurück, wo er einige Zeit als Privatmann lebte, bis ihn Nikolaus Selnecker nach Oldenburg empfahl, wo Graf Johann VII. versuchte, die kirchlichen Verhältnisse zu ordnen.

### Tätigkeit in Oldenburg
Zusammen mit Selnecker legte Hamelmann bei ihrem gemeinsamen Aufenthalt in Oldenburg im Sommer 1573 die Grundzüge einer Kirchenordnung für die Grafschaft Oldenburg fest, zu deren Durchführung Hamelmann bis zu seinem Tod als Hauptpastor der Lambertikirche und Superintendent der Grafschaft tätig blieb. Die Durchsetzung der nach ihm benannten Kirchenordnung in der Grafschaft zählte zu seinen herausragenden Leistungen, wurde aber dadurch erschwert, dass Hamelmann zusätzlich auch die Konkordienformel in Oldenburg durchsetzen wollte. Diese beinhaltete bestimmte Lehrabweichungen von Luther, folgte der milderen Melanchthonschen Richtung (Philippismus) und war deshalb in lutherischen Kreisen umstritten. Dennoch erreichte er 1577 die Unterschriften des Grafen Johann VII. und von dessen Kanzler Johann von Hall, brachte aber bis September 1577 nur achtzehn weitere Unterschriften zusammen. Trotz seines Bemühens gelang Hamelmann die Durchsetzung der Konkordienformel im Oldenburger Land letztlich also nicht. Er gab diese schließlich zugunsten seiner Bemühungen zur Durchsetzung seiner Kirchenordnung auf.
Hamelmanns Kirchenordnung hatte drei Hauptziele:
1. die reine Lehre des Gesetzes und des Evangeliums und das Verständnis und Gebrauch von Taufe und Abendmahl,
2. Zeremonien zur Erhaltung des Predigtamtes,
3. die Erhaltung christlicher Schulen und Studien und den Unterhalt von Predigern in den Kirchen und Lehrern in den Schulen.
Weitere Hindernisse für Hamelmanns Kirchenordnung waren Hamelmanns Streit gegen die Wiedertäufer, die vor allem in dem 1575 an das Haus Oldenburg gefallenen Jeverland stark vertreten waren, wobei sich dort auch reformierte Einflüsse vom benachbarten Ostfriesland her bemerkbar machten. 1576 hielt Hamelmann daraufhin das Friesische Gespräch in Jever ab, um die Pfarrer des Landes auf die Oldenburgische Kirchenordnung zu verpflichten. Zwei von ihnen mussten danach ihr Amt und das Land verlassen. Für die Durchsetzung der Kirchenordnung im Land sorgte Hamelmann insbesondere durch persönliche Visitationen, bei denen verschiedene Aspekte der Tätigkeit der Pfarrer sowie des Verhältnisses zwischen Gemeinde und Pfarrer überprüft wurden. Meist gingen diesem Schritt Generalkirchenvisitationen voraus, die alle Gemeinden der Grafschaften Oldenburg und Delmenhorst umfassen sollten. Hierbei wurde zuerst der kirchliche Grundbesitz festgestellt und registriert, danach sollte jede Gemeinde nach einem bestimmten Schema überprüft werden. Die Ergebnisse der Befragung sollten zweimal im Jahr, jeweils am Sonntag nach Ostern und am Michaelistag, mittels Verlesung von der Kanzel veröffentlicht werden. Ferner wurde jede Gemeinde aufgerufen, sich zur Visitation bereitzuhalten, selbst wenn eine solche nicht unmittelbar bevorstand. Die Protokolle über diese Visitationen sind zum großen Teil erhalten und legen ein Zeugnis davon ab, mit welchem Fleiß sich Hamelmann dieser Aufgabe widmete, bei der er oft durch schlechte Wegeverhältnisse und durch Witterungseinflüsse behindert wurde.

### Die Oldenburger Chronik
Hamelmann war Verfasser der ersten gedruckten „Oldenburger Chronik“ (Oldenburgisch Chronicon). Diese Aufgabe war ihm schon bei seiner Berufung nach Oldenburg aufgetragen worden. Die Arbeit erwies sich jedoch als schwierig und wenig zufriedenstellend. Zwar machte sich Hamelmann bald an die Arbeit und stellte das Werk 1593 fertig, jedoch erntete er damit wenig Dank vom Oldenburger Hof, der die Drucklegung aus dynastischen Interessen zunächst verhinderte. Aus Hamelmanns Arbeit ging nämlich hervor, dass die Grafschaften Oldenburg und Delmenhorst in früheren Zeiten öfter geteilt worden waren. Johann VII. wünschte jedoch nicht, dass sich Teilungen nachweisen ließen, weil er mit Recht befürchtete, dass sein Bruder, Graf Anton II. von Delmenhorst, darin einen Beweis für seine Ansprüche sehen würde, die beiden Grafschaften offiziell untereinander aufzuteilen. So beauftragte er seinen Rat Anton Hering, Hamelmanns Werk in dem von ihm gewünschten Sinn zu ändern. Die Chronik wurde im Jahre 1599, also erst nach dem Tode Hamelmanns, in dieser verfälschten Gestalt veröffentlicht. Erst 1940 wurde das Original von Gustav Rüthning veröffentlicht und die Fälschung somit korrigiert.

### Weitere Tätigkeiten
Hamelmann verfasste darüber hinaus noch zahlreiche weitere Schriften, die für die Kirchen-, Regional- und Lokalgeschichte sowie die Genealogie bis heute von Bedeutung sind.
1564/1565 veröffentlichte er ein umfangreiches „Verzeichnis der namhaften Männer“ Westfalens (Illustrium Westphaliae virorum libri 1–6). 1586/1587 erschien sein wohl wichtigstes Werk, die „Reformationsgeschichte Westfalens und Niedersachsens“ (Historia ecclesiastica renati evangelii per inferiorem Saxoniam et Westphaliam). Ferner schrieb er auch genealogische Verzeichnisse über die damals bestehenden und ausgestorbenen großen Familien Westfalens und Niedersachsens. Von ihm stammt auch der bis heute erste bekannte Deutungsversuch zur Geschichte der Externsteine.
Schließlich gilt Hamelmann durch den Erlass der ersten oldenburgischen Kirchenordnung, zugleich auch Schulordnung 1573, auch als einer der Vordenker und Begründer des Volksschulwesens.
Im Jahr 2005 wurde ein Film über Hamelmanns reformatorisches Schaffen in Bielefeld gedreht. Als Vorlage diente eine im Lateinunterricht in den 9. Klassen des Helmholtz-Gymnasiums Bielefeld angefertigte Übersetzung eines Teils der auf Latein geschriebenen Autobiographie.

## Auszeichnungen
- Die Städte Dortmund, Lemgo, Bielefeld und Oldenburg haben eine Straße nach Hermann Hamelmann benannt.[1]

## Schriften (Auswahl)
- Hermanni Hamelmanni, S.S.Theol. Licent. & dum viveret Superint. Oldenburgici, Opera Genealogico-Historica, De Westphalia & Saxonia Inferiori : In quibus non solum Res gestae Seculi XVI. & Anteriorum temporum, tam Ecclesiasticae quam Politicae, fideliter & pari iudicio exhibentur Sed & totius Westphaliae provinciis, urbibus, incolis veteribus, viris literatis, Comitum familiis, ac imprimis de renata in praecipuis Westphaliae & reliquae Saxoniae civitatibus & Principum ac Comitum ditionibus, puriore Evangelii doctrina, accuratissima historia traditur. Partim ex Manuscriptis Auctoris, hactenus ineditis, ex augusta Guelpherbytana Bibliotheca communicatis, partim ex aliis eius separatim quondam publicatis opusculis, in unum volumen congesta. Ab Ernesto Casim. Wasserbach. ICto. Accessit Vita Hamelmanni, cum indice sufficientissimo, Lemgoviae, Typis & Sumptibus Henrici Wilh. Meyeri, Typographi Aulae Lippiacae. Anno MDCCXI (1711); Digitalisat über die Bayerische Staatsbibliothek (BSB)
- Oldenburgische Chronicon, das ist, Beschreibung der loblichen Vhralten Grafen zu Oldenburg vnd Delmenhorst … sampt Ihres Stammens ersten Ankunfft, Thaten, Regierung, Leben vnd Ende, mit künstlichen Brustbildern vnd Wapen gezieret, etc. Oldenburg 1599
- Oldenburgische Chronik. Neue Ausgabe nach seiner Handschrift im Staatsarchiv Oldenburg von Gustav Rüthning, Oldenburg und Berlin 1940